# Stogi (województwo wielkopolskie)
Stogi – kolonia w Polsce położona w województwie wielkopolskim, w powiecie konińskim, w gminie Kleczew. Miejscowość wchodzi w skład sołectwa Sławoszewo.
W latach 1975–1998 miejscowość administracyjnie należała do województwa konińskiego.
W Stogach znajdują się resztki kirkutu w którym prawdopodobnie chowano całe rodziny.